# Bukkene Bruse
Bukkene Bruse es un grupo noruego de música folclórica tradicional establecido en 1988 que presenta un variado repertorio de canciones noruegas tradicionales y de estilo folk, pero que también incluye muchas composiciones nuevas basadas en diversas tradiciones musicales noruegas.

## Historia
El grupo está formado por Annbjørg Lien, una destacado violinista de Hardanger y nyckelharpa (viola de teclas); Arve Moen Bergset, violinista y vocalista; el flautista Steinar Ofsdal; y el organista Bjørn Ole Rasch. El nombre del grupo está tomado del cuento de hadas de Las tres cabras macho Gruff (en noruego: De tre bukkene Bruse).
El grupo se formó en 1988 en Noruega y ha viajado y actuado ampliamente en Escandinavia y otros lugares. En 1994, fueron seleccionados como músicos olímpicos oficiales de los Juegos Olímpicos de Invierno de Lillehammer y actuaron en la ceremonia de clausura.

## Miembros
- Arve Moen Bergset - voz, violín y hardingfele
- Annbjørg Lien - hardingfele y nyckelharpa
- Steinar Ofsdal - flauta, silbato bajo
- Bjørn Ole Rasch - órgano[3]

## Álbumes
- Bukkene Bruse (1993)
- Son (1995)
- Steinstolen (1998)
- Den Fragaste Rosa (2001)
- Spel (2004)